# Techniques d'Avant Garde
Techniques d'Avant Garde (of ook TAG Group (Holdings) SA) is een bedrijf uit Luxemburg. Het bedrijf is bekend geworden door zijn financiering van de Porsche-Formule 1-motor. Het bedrijf werd in het verleden geleid door de Fransman Mansour Ojjeh (1952 - 2021), zoon van de oprichter Akram Ojjeh (1918 - 1991).

## Geschiedenis

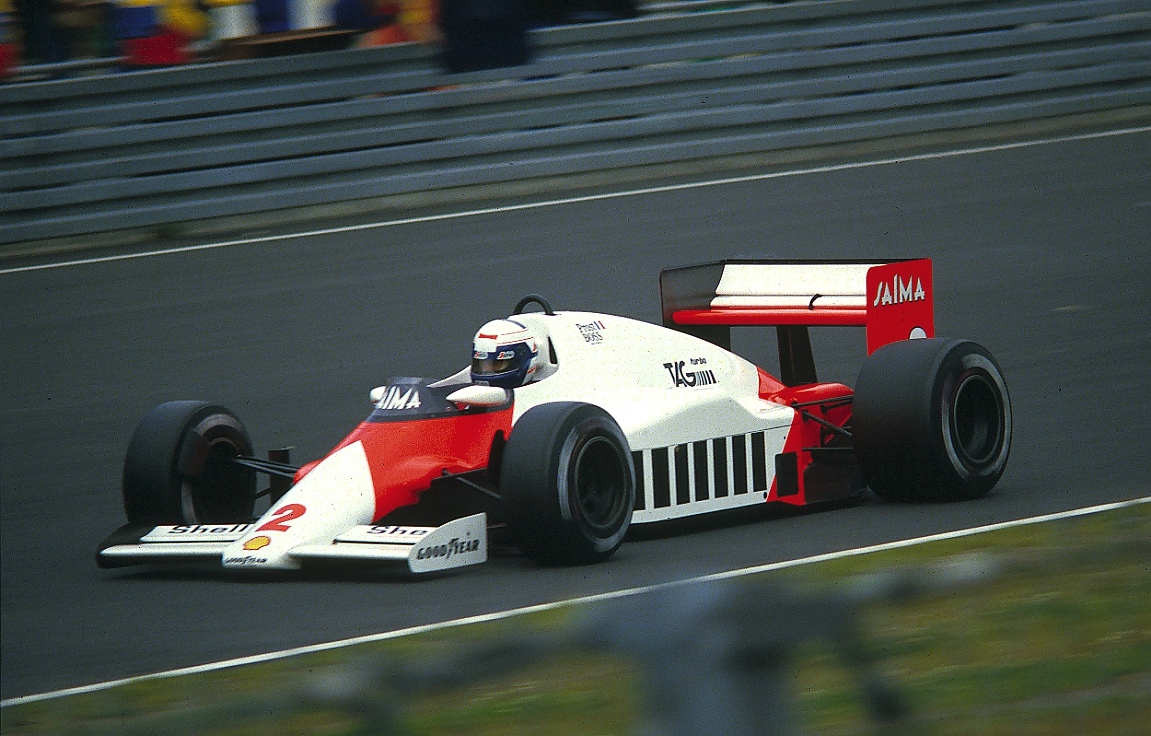
De McLaren MP4/2B Formule 1-auto

TAG werd in 1977 opgericht door de Saoediër van Syrische afkomst Akram Ojjeh. In 1979 werd het sponsor van het Williams Formule 1 team. Later sponsorde het McLaren en hielp het het team aan Porsche-turbomotoren. TAG Heuer werd in 1985 als dochteronderneming opgericht van TAG, na de overname van de Zwitserse firma Heuer. In 1999 werd het voor 740 miljoen US$ verkocht. In 1983 presenteerde de firma een eigen auto, een amfibieterreinauto genaamd TAG Croco (CROss COuntry), waar een zestigtal stuks van zijn geproduceerd. Rond dezelfde tijd zorgde TAG voor de turbomotor bij het McLarenteam. Anno 2018 heeft Mansour Ojjeh een belang van ongeveer 14% in de McLaren Groep.